# Lliri de Santa Paula
L'amaril·lis o lliri de Santa Paula (Amaryllis belladonna), és una planta amb flors perenne i bulbosa nativa de Sud-àfrica, la característica més destacada de la qual és que les seves flors en forma de trompeta apareixen abans que les fulles. Durant molt de temps es va considerar l'única espècie del gènere Amaryllis, fins que la botànica Deirdré Anne Snijman va identificar el 1998 l'A. paradisicola.
Addicionalment pot rebre els noms de belladona, sirinoc i telègraf. També s'ha recollit la variant lingüística surinoc.

## Descripció
La floració es produeix normalment en els mesos d'hivern i les flors sorgeixen en l'extrem de llargues tiges, oferint un ampli espectre cromàtic que va des del blanc al taronja passant pel rosa i el vermell.
És una bulbosa, cada bulb de 5 a 10 cm de diàmetre. Fulles de 3 a 5 dm de longitud i 2 a 3 cm d'ample, arranjades en dues files. Les fulles es produeixen a la tardor i eventualment cauen a la primavera. El bulb després entra en hibernació fins a final de l'estiu.

## Cures
És recomanable plantar-la a la primavera en un test estret i profund per a facilitar l'arrelament. Els sòls ideals per al seu creixement són el compost de jardí i la terra de castanyer.
Un dels principals focus d'atenció de les cures de l'Amaryllis a l'hivern són les gemmes de les tiges, perquè si aquestes moren la planta no creixerà. Perquè això no succeeixi poden cobrir-se amb palla aquelles zones on es trobin les gemmes. Quan es vulgui protegir tota la planta de les gelades, en general s'ha de preparar un mantell gruixut amb palla, fullaraca i, fins i tot, falgueres.
Cal cuidar aquesta protecció perquè amb el vent els protectors desapareixen, així que és aconsellable col·locar damunt d'aquesta capa una tela metàl·lica subjecta a algunes estaques. Així mateix, cal no descuidar la neteja de les seves escasses però grans fulles amb un drap humit.